# Lehmannmühle

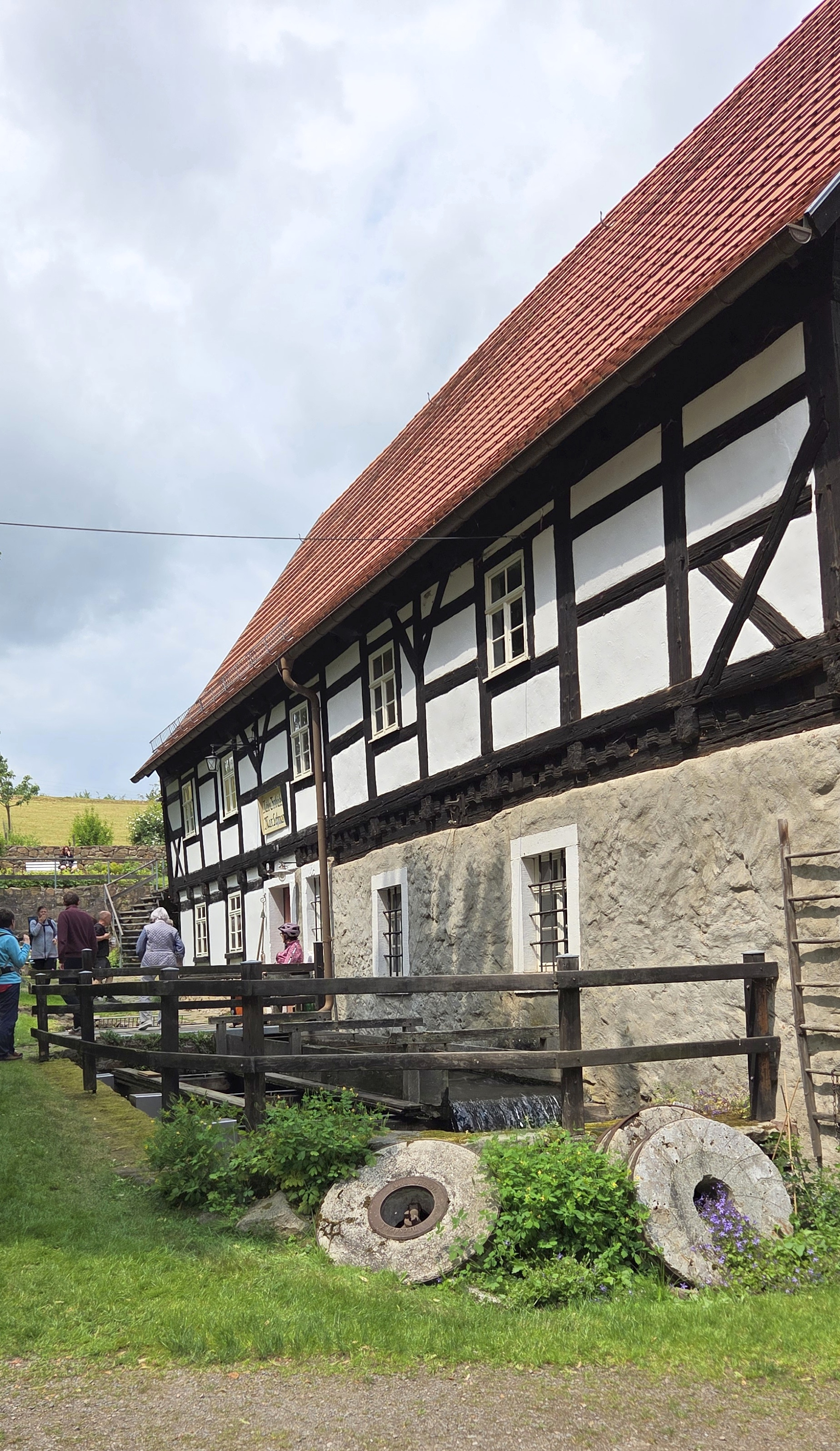
Lehmannmühle (2025)

Die Lehmannmühle ist eine ehemalige Wassermühle in Klipphausen im sächsischen Landkreis Meißen. Sie wurde im 17. Jahrhundert erbaut und ist die letzte noch erhaltene Wassermühle im Tal der Wilden Sau. Die Lehmannmühle ist als technisches Denkmal ausgewiesen und besitzt ein funktionierendes oberschlächtiges Wasserrad.

## Geschichte

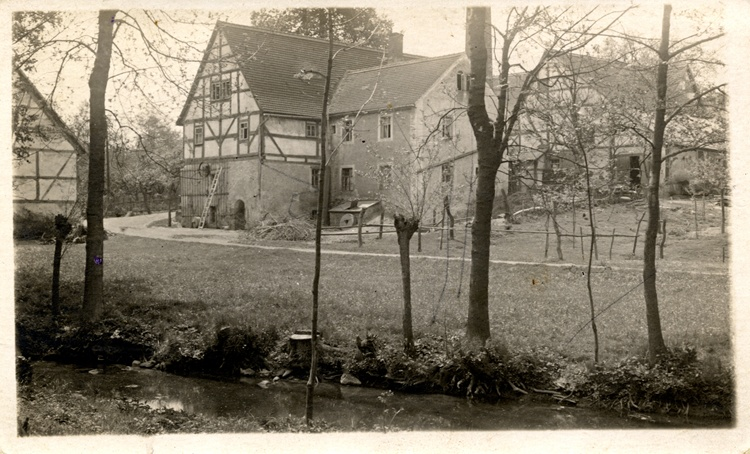
Ansicht (um 1910)

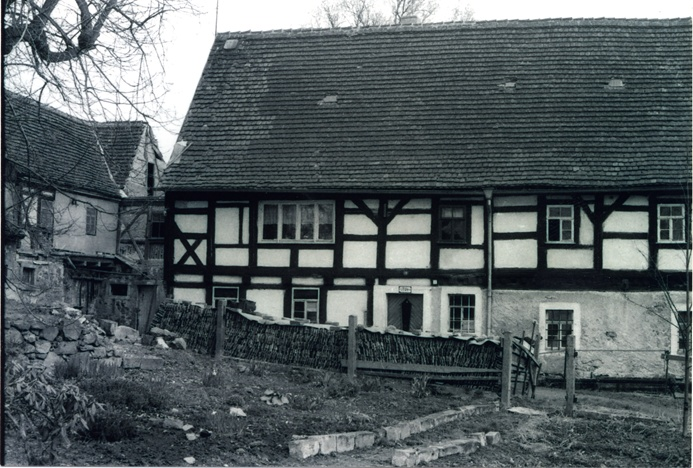
Hauptgebäude (1989)

Schon zur Ortsgründung von Klipphausen 1528 heißt es: „… das dorff, gegruendet bei zwei molen…“. Beide genannten Mühlen stehen bachabwärts auf der linken Seite der Gemarkung Klipphausen (die zweite benannte Mühle ist die herrschaftliche Schlossmühle oder Hofemühle oberhalb der Lehmannmühle). Eine Holzuntersuchung von 2024 ergab für die Eichenstützen des Mahlganges im Radkeller die Jahre 1464 und 1477.
Die Lehmannmühle in der jetzigen Gestalt wurde um 1650 erbaut. Dies belegt eine Holzuntersuchung des Schwellbalkens am Hauptgebäude von 1649. In den „Ur-Oeder“-Karten ab 1589 erscheint die Mühle als „Gottfried Webers Mühl mit 2 Gängen und hat Öl“.
Weiterhin ist der Müller Rothe als Besitzer vor 1781 belegt. Von 1781 bis 1988 war die Mühle ununterbrochen im Besitz der Familie Lehmann. Um 1870 modernisierte Julius Lehmann die Mühle und erbaute die Scheune. Die damals entstandene Mühlentechnik – Guss auf „Holzgetriebe“ – mit stehendem Zeug und einem Wasserrad (ehemals zwei Wasserräder) ist fast vollständig erhalten. Die Mühle kann jedoch durch zahlreiche Umbauten nicht mehr funktionsfähig zum Mahlen betrieben werden.
Der letzte Müller war bis 1943 Max Lehmann. Im Haus wurde bis ca. 1930/1935 auch eine Bäckerei betrieben. Im April 1945 suchten Klipphausener Dorfbewohner Schutz in der Mühle vor den anrückenden Verbänden der Roten Armee. Diese Begebenheit hat der Schriftsteller Wulf Kirsten in seinem Buch Die Prinzessinnen im Krautgarten als Episode einer Nacht im Rübenkeller beschrieben:

„Zahlreichen Dorfbewohnern schien die abseits gelegene Lindenmühle ein sicherer Zufluchtsort, als der Geschützdonner immer näher rückte und das unaufhörliche dumpfe Grollen bedrohlich zunahm. [...] Bei Einbruch der Dunkelheit zogen wir zu sechst [...] auf dem Wiesenpfad, der unser Haus mit der Mühle verband, in das Nachtasyl. [...] Der Müller, ein jovialer, ewig mehlbestäubter Arbeiter im Weinberge des Herrn, unter dessen Regentschaft Mühle, Bäckerei und Landwirtschaft florierten, war seit drei Jahren tot. [...] Der Keller, in seiner vielgliedrigen Länge ein ganzes Stück über das Scheunengebäude hinausreichend, weit in die Wiese hinein, war an diesem Abend mit Menschen nahezu vollgestopft.“

Nach dem Tod der männlichen Nachfahren im Zweiten Weltkrieg übernahm ab 1945 Margarethe Zimmermann, geb. Lehmann, die Mühle bis 1988.
Seit 1989 ist die Mühle im Besitz der Familie Kunz und konnte einschließlich der Nebengebäude vollständig saniert werden. 1993 wurde für 70.000 Mark ein neues Wasserrad aus Eiche vom Mühlenbau Schumann in Mulda eingebaut. Das Hochwasser 2002 zerstörte die Reste der Bruchsteinmauer zum Saubach, die Wiederherstellung mit Ufersicherung erfolgte 2005 im Auftrag der Landestalsperrenverwaltung Sachsen.
Seit 1990 ist die Lehmannmühle die Geschäftsstelle des Sächsischen Mühlenvereins, eines Landesverbands der Deutschen Gesellschaft für Mühlenkunde und Mühlenerhaltung.
Die Lehmannmühle erhielt 1996 im Wettbewerb Ländliches Bauen: erhalten – pflegen – gestalten den Preis der Kategorie 4 („Heimat finden und erleben“) sowie 2006 den Bundespreis für Handwerk in der Denkmalpflege (Sonderpreis).
Im Jahr 2016 erneuerte die Zimmerei Förster aus Mautitz das Wasserbett und 2022 den Radboden.
Die Schulzemühle in Gauernitz ist ein funktionierendes Modell der Lehmannmühle im Maßstab 1:5 .

## Betrieb

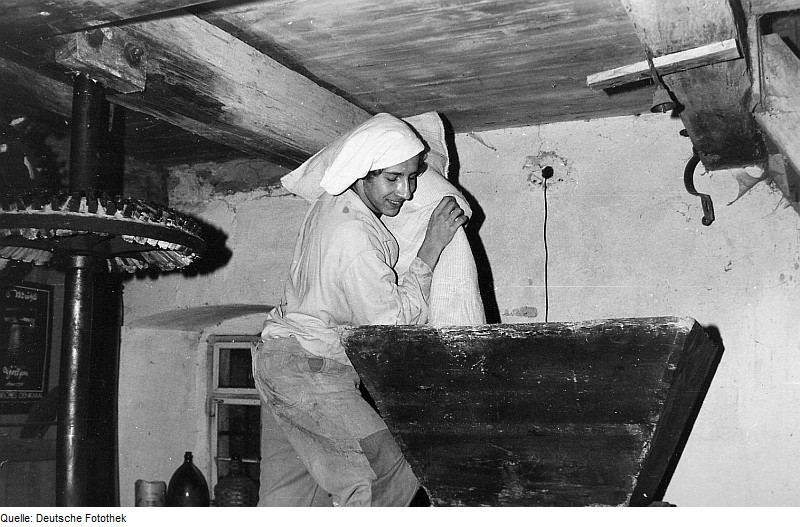
Mahlbetrieb (1982)

In der Mühle waren immer mehrere Generationen tätig. Täglich wurde bis zu eine Tonne Getreide (vermutlich Roggen) gemahlen. Weiterhin gab es eine kleinbäuerliche Landwirtschaft mit Vieh und Feldern mit 7 Hektar eigenem Land und 11 Hektar gepachteten Flächen.

## Mühlentechnik

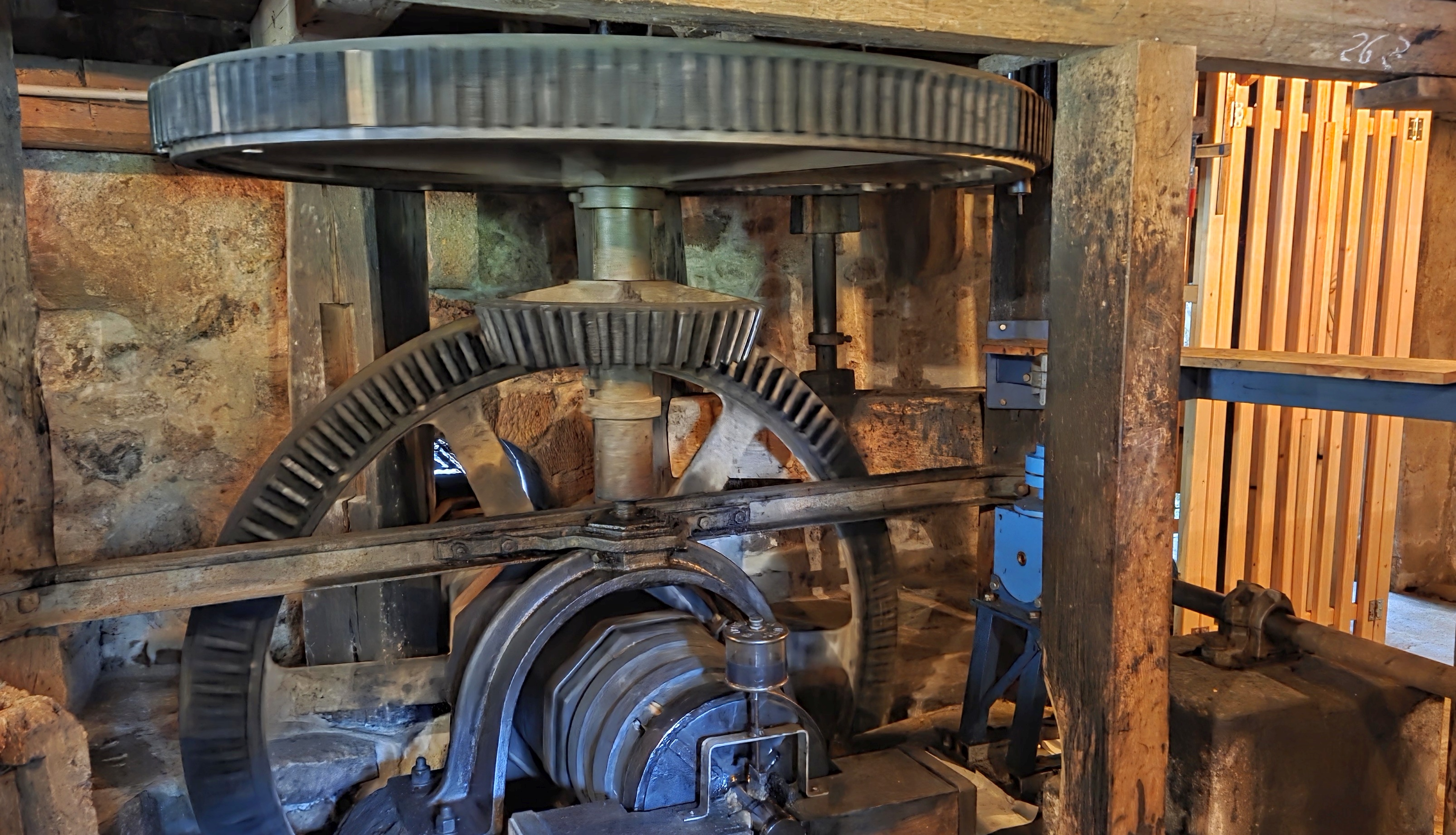
Getriebe (2025)

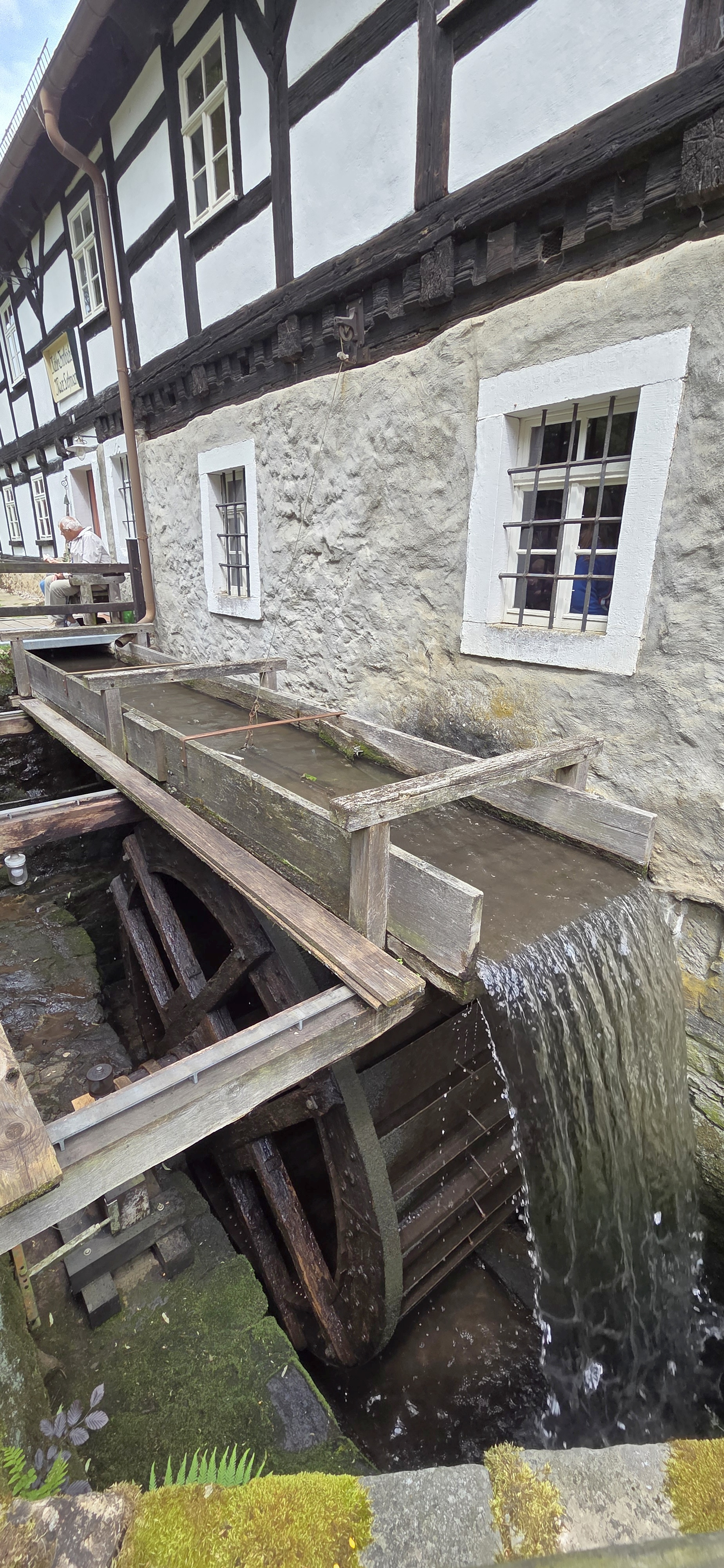
Wasserrad in der Radgrube (2025)

Die heute noch vorhandene Mühlentechnik stammt im Wesentlichen aus der Zeit um 1870 mit Modernisierungen bis circa 1950. Durch den kleingewerblichen Mühlenbetrieb (Schroten) bis Ende der 1980er Jahre gab es laufend betriebsbedingte Änderungen an der Technik.
Die Mühle verfügt über ein oberschlächtiges Wasserrad aus Eiche mit 3,20 Metern Durchmesser und einer Breite von 1,25 Metern, das 1993 erneuert wurde. Das Wasser läuft über 35 Stahlschaufeln und treibt eine Kleinstwasserkraftanlage an. Der netzparallel laufende Asynchrongenerator liefert circa 2 bis 3 kW, wobei alle Energie selbst verbraucht wird. Das Wasserrad läuft konstant mit etwa 6 Umdrehungen pro Minute über das vorhandene Guss-auf-Eisengetriebe. Durch ein erneuertes Winkelgetriebe wird die Drehzahl auf ca. 750 Umdrehungen pro Minute für den Generator erhöht.
In der Mühle befindet sich ein Doppelwalzenstuhl („IV. Schrot“) von Seck aus Dresden, erbaut um 1900. Von ehemals drei Mahlgängen ist heute nur noch ein hölzerner Steinmahlgang mit Steinkran vorhanden, außerdem je ein hölzerner Rund- und Sechskantsichter. Dazu kommen ein hölzernes Silo von Grosse aus Lohmen, eine Grießputzmaschine, eine (defekte) Reinigung der Gebr. Israel aus Dresden, eine Reinigung der Gebr. Seck aus Dresden, ein Saugschlauchfilterschrank, Elevatorenreste mit Riemen- und Getriebescheiben, ein funktionierender Fahrstuhl, hölzerne Rund- und Sechskantsichter, verschiedene Kleinteile der Mühlentechnik wie Waagen, Pick- und Kraushämmer, ein Brottisch der ehemaligen Bäckerei Max Lehmann und ein Lastschlitten für einen Einspänner.
Etwa 300 Meter oberhalb der Mühle liegt ein Streichwehr im Saubach, das den Mühlgraben speist. Circa 180 Meter nach der Mühle mündet der Mühlgraben wieder in die Wilde Sau. Die Sommerlinde über dem Mühlgraben ist circa 450 Jahre alt und gehörte einst mit einem Stammumfang von etwa 8,70 Metern zu den zehn mächtigsten Bäumen in Sachsen. Die daneben stehende Rotbuche ist circa 110 Jahre alt.

## Bewertung als Kulturdenkmal
Das Wohnmühlenhaus, das Seitengebäude und die Scheune des Mühlenanwesens sind als Kulturdenkmale ausgewiesen, ebenso die Zufahrtsbrücke über die Wilde Sau sowie der Mühlgraben mit der Wehranlage, der Ober- und Unterlauf (mit Schützen und Fischanstieg) und die Mühlentechnik, insbesondere die Radgrube mit erneuertem Mühlrad.
Die Lehmannmühle ist die älteste erhaltene Mühle Ostsachsens und ein „bemerkenswertes Mühlenanwesen insbesondere des frühen 18. Jahrhunderts“. Das Wohnmühlenhaus mit seiner sehr alten Fachwerk-Konstruktion (Kopfstreben) ist baugeschichtlich, ortshistorisch und technikgeschichtlich von Bedeutung. Beim Wohnmühlenhaus ist nur der eigentliche rechte Mühlentrakt massiv untersetzt, beim dahinter befindlichen Seitengebäude das komplette Erdgeschoss. Die Scheune besteht ebenfalls aus Fachwerk, mit einem massiven Sockel. Eine zweite kleinere Scheune (Schuppen) wurde abgebrochen. Die Brücke über die Wilde Sau besteht in einem Bogen aus Bruchsteinmauerwerk.
Die Lehmannmühle zeigt noch einen Großteil der einstigen Technik. Das Wasserrad in der Radgrube und das „stehende Zeug“ oder Unterantrieb (Übertragung der Drehbewegung von der Wasserradwelle auf das stehende Mühleisen) im Keller des Mühlentraktes wurden rekonstruiert. Im Erdgeschoss darüber (Walzenboden) befindet sich weitere Technik: Mahlgang mit Rüttelkasten, Walzenstuhl, Transmission und Steinkran. Der Mühlgraben wurde teils mit Bruchsteinmauerwerk ausgemauert.